# بیلی ایمز
بیلی ایمز (انگلیسی: Billy Eames؛ زادهٔ ۲۰ سپتامبر ۱۹۵۷) بازیکن فوتبال اهل بریتانیا است.
از باشگاه‌هایی که در آن بازی کرده‌است می‌توان به باشگاه فوتبال پورتسموث و باشگاه فوتبال برنتفورد اشاره کرد.